# Cantonul Pluvigner
Cantonul Pluvigner este un canton din arondismentul Lorient, departamentul Morbihan, regiunea Bretania, Franța.

## Comune
- Brech
- Camors
- Landaul
- Landévant
- Pluvigner (reședință)